# 뤼슐리콘역
뤼슐리콘역(독일어: Bahnhof Rüschlikon)은 스위스 취리히 뤼슐리콘 시정촌의 취리히 호수 유역 근처에 위치한 기차역이다. 역은 원래 취리히에서 루체른 간선의 일부를 형성했던 취리히호 좌안선에 위치하고 있지만, 대부분의 간선 열차는 현재 대체 치머베르크 베이스 터널 경로를 사용한다. 취리히 S-반의 S8 및 S24 라인이 운행된다.